# (34794) 2001 SS25
2001 SS25 (asteroide 34794) é um asteroide da cintura principal. Possui uma excentricidade de 0.11773730 e uma inclinação de 1.32828º.
Este asteroide foi descoberto no dia 16 de setembro de 2001 por LINEAR em Socorro.